# Pfäffikon (Zúric)
Pfäffikon és un municipi del cantó de Zúric (Suïssa), cap del districte de Pfäffikon.